# Street Genius
Street Genius est une série documentaire diffusée sur National Geographic Channel depuis le 10 juin 2013. Dans le programme, Tim Shaw démontre les lois de la science avec des expériences dans la rue, avec des passants. Un QCM est proposé pour chaque expérience, d'après les réponses des participants, pour permettre au téléspectateur de participer.

## Émissions

### Saison 1 (2013-2014)
| Numéro d'épisode | Titre original       | Titre français            | Date de diffusion |
| ---------------- | -------------------- | ------------------------- | ----------------- |
| 01               | Fire and Water       | L'eau et le feu           | 10 juin 2013      |
| 02               | Forces of Nature     | Les forces de la nature   | 17 juin 2013      |
| 03               | In the Line of Fire  | Dans la ligne de feu      | 11 novembre 2013  |
| 04               | Extreme Heat         | Chaleur extrême           | 27 janvier 2014   |
| 05               | Smash and Grab       | Mise à feu                | 3 février 2014    |
| 06               | Sparks Will Fly      | Les étincelles            | 13 février 2014   |
| 07               | Under Pressure       | Sous pression             | 20 février 2014   |
| 08               | Breaking Point       | Le point de rupture       | 31 mars 2014      |
| 09               | Blown Apart          | Les origines              | 14 avril 2014     |
| 10               | Spitting Fire        | Les cracheurs de feu      | 14 avril 2014     |
| 11               | Raining Fire         | Une pluie de feu          | 21 avril 2014     |
| 12               | The Big Bangs        | Le Big Bang               | 21 avril 2014     |
| 13               | Blast Off            | Tout explose              | 28 avril 2014     |
| 14               | Defying Gravity      | Défier la gravité         | 28 avril 2014     |
| 15               | Powers of Attraction | Les pouvoirs d'attraction | 5 mai 2014        |
| 16               | Deep Heat            | Grosse chaleur            | 5 mai 2014        |
| 17               | What Goes Up         | Ça va chauffer !          | 12 mai 2014       |
| 18               | Chain Reactions      | Réactions en chaîne       | 12 mai 2014       |
| 19               | Waves of Fire        | Onde de feu               | 19 mai 2014       |
| 20               | Short Fuse           | Petites fusées            | 19 mai 2014       |

### Saison 2 (2015)
| Numéro d'épisode | Titre original                  | Titre français         | Date de diffusion |
| ---------------- | ------------------------------- | ---------------------- | ----------------- |
| 01               | Shattering Conclusions          | Test décoiffant        | 30 mars 2015      |
| 02               | Falling, Floating, Feasting     | La fête des éléments   | 30 mars 2015      |
| 03               | Master Blaster                  | Un crash calculé       | 6 avril 2015      |
| 04               | Shooters, Showers, & Shockwaves | A vous de jouer        | 6 avril 2015      |
| 05               | Pressure Cooker                 | En plein dans le mille | 13 avril 2015     |
| 06               | Crash & Burn                    | Explosion imminente    | 13 avril 2015     |
| 07               | Positively Shocking             | La science explose     | 27 avril 2015     |
| 08               | Blow it up                      | Lancer de boule        | 27 avril 2015     |
| 09               | Shock & Awe                     | Expériences chocs      | 4 mai 2015        |
| 10               | Pedal to the Metal              | Le métal en puissance  | 4 mai 2015        |
| 11               | Blasts, Fire, & Beers           | Pause explosive        | 11 mai 2015       |
| 12               | Human Cannonball                | L'homme canon          | 18 mai 2015       |